# José Romeiro Cardoso Neto
José Romeiro Cardoso Neto (Valença, 3 juli 1933 - São Paulo, 4 januari 2008) was een Braziliaanse voetballer, beter bekend onder zijn spelersnaam Romeiro.

## Biografie
Romeiro begon zijn carrière bij America. In 1954 en 1955 werd hij vicekampioen van het Campeonato Carioca. In 1955 speelde de club de finale tegen Flamengo en verloor de heenwedstrijd met 1-0. De terugwedstrijd werd met 5-1 gewonnen, maar het doelsaldo telde niet in die tijd waardoor er nog een derde titelwedstrijd kwam. Voor 140.000 toeschouwers kon Romeiro wel scoren voor America, maar niet verhinderen dat Flamengo met 4-1 zou winnen. In 1958 maakte hij de overstap naar Palmeiras en een jaar later speelde hij de finales om de titel van het Campeonato Paulista tegen Santos, met de sterspelers Pelé en Pepe. Na twee keer gelijk volgde er een derde wedstrijd. Nadat Pelé Santos al vroeg op voorsprong zette maakte Julinho Botelho nog voor de rust gelijk. In de 48ste minuut scoorde Romeiro de winnende goal waardoor de titel binnen was en de club een jaar later mocht deelnamen aan de Taça Brasil, die Palmeiras ook won.
Op 12 juni 1956 debuteerde hij voor de nationale ploeg in de 2-0 overwinning op Paraguay. Vijf dagen later speelde hij zijn tweede en laatste interland, eveneens tegen Paraguay, die met 5-2 gewonnen werd. In 1962 ging hij nog voor het Colombiaanse Millonarios spelen.